# 克劳斯·沃韦赖特
克劳斯·沃韦赖特（1953年10月1日—；又译克劳斯·沃维莱特）是前德国柏林市长，德国社会民主党成员。
2014年8月末，受到德国柏林勃兰登堡机场建设的影响，克劳斯·沃韦赖特宣布将在12月11日辞去市长职务。

## 生平
1953年10月1日生于柏林。1984年毕业於柏林自由大學法律系。同年他被选为柏林州最年轻的议会成员。自1999年12月起他是社民党的议会代表主席。2002年6月当选市长。2006年9月被再次选为市长。
沃韦赖特是德国公开承认自己是同性恋的著名政治人物之一。在2001年市长选举之前，他曾發表名言："Ich bin schwul, und das ist auch gut so." （“我是同性恋，这也挺好。”），从而出柜。他在被提名为柏林市长候选人之后决定向公众公开性取向，因为他感到德国的小报已经“蠢蠢欲动”。他想借此来打击这些小报，不让他们就自己的同性恋生活编造狂野的、危言耸听的故事。沃韦赖特是在柏林德国社会民主党的一次大会上做出上述发言的。人们大受震惊，沉默了足有半秒才自发地欢呼和大声鼓掌以示支持。

## 外部連結
- 官方網站（页面存档备份，存于）

| 官衔               | 官衔                    | 官衔                 |
| ------------------ | ----------------------- | -------------------- |
| 前任： 艾伯哈·迪根 | 柏林市長 2001年－2014年 | 繼任： 米夏埃尔·米勒 |